# هو جون
هو جون (انگلیسی: Hu Jun؛ زادهٔ ۱۸ مارس ۱۹۶۸) یک هنرپیشه اهل جمهوری خلق چین است.
از فیلم‌ها یا برنامه‌های تلویزیونی که وی در آن نقش داشته است می‌توان کاخ شرقی، کاخ غربی، صخره سرخ، هنگامی که چراغ خاموش می‌شود و حسرت ابدی را نام برد.